# Conquista delle Isole Canarie
La conquista delle Isole Canarie da parte della Corona di Castiglia ebbe luogo tra il 1402 ed il 1496. Essa può essere divisa in due periodi storici: la Conquista señorial, portata avanti dalla nobiltà castigliana in cambio di un'alleanza con la Corona, e la Conquista realenga, portata avanti dalla corona spagnola stessa, durante il regno dei re cattolici.

## Il contesto storico
I legami tra le Canarie ed il mondo Mediterraneo esistevano sin dall'antichità ma vennero interrotti dopo il declino e la successiva caduta dell'Impero romano d'Occidente. Per quanto questi collegamenti si fossero indeboliti, essi non vennero totalmente tagliati e l'isolamento delle Canarie non fu totale. Nel corso del medioevo le prime fonti sulle Canarie sono di parte araba, ed esse indicano la presenza di isole abitate e con una loro società.
Le visite all'arcipelago iniziarono a divenire sempre più frequenti verso la fine del XIII secolo per diverse ragioni tra cui:
- L'espansione economica di alcuni stati europei, come la Repubblica di Genova, il Regno d'Aragona, la Corona di Castiglia ed il Regno del Portogallo. Tutti questi stati erano attivamente impegnati nel commercio marittimo lungo la costa marocchina.
- Lo sviluppo di nuove tecniche di navigazione (bussola, astrolabio, timone, cocca e caravella) e lo sviluppo della cartografia: una mappa di Angelino Dulcert di Maiorca, del 1339, è la prima a mostrare parte delle isole Canarie, data che potrebbe coincidere con l'effettiva riscoperta delle isole da parte del navigatore genovese Lanzarotto Malocello. La prima spedizione nelle isole dell'arcipelago ebbe luogo due anni dopo, nel 1341, sotto il comando dell'esploratore e navigatore genovese Niccoloso da Recco, al servizio e per conto del re Alfonso IV del Portogallo.
- Motivi ideologici e politici: le monarchie dell'Europa meridionale erano entrate in una fase espansiva. Nel caso delle monarchie iberiche, la loro espansione territoriale venne spronata dalla reconquista dei territori dei Mori nella Spagna meridionale (al-Andalus). Per questa ragione, l'espansione territoriale rappresentava un rafforzamento del potere regio, imbevuto di spirito crociato e missionario.

## Antefatto
La prima visita di un europeo alle Canarie sin dall'antichità fu quella del capitano genovese Lanzarotto Malocello tradizionalmente datata al 1312 (ma probabilmente tra il 1318 ed il 1325). I motivi di Malocello sono ad oggi poco chiari anche se si crede che egli fosse alla ricerca dei fratelli Vivaldi che erano spariti al largo del Marocco, attorno Capo Non, prima del 1291. Malocello sbarcò (probabilmente si incagliò) a Lanzarote, e vi rimase per quasi vent'anni. Malocello tentò probabilmente di costituire un proprio dominio in loco, tra i popoli aborigeni, ma la sua impresa fallì.
Secondo alcune fonti, poco dopo il suo ritorno in Europa nel 1336, Malocello tornò nelle Canarie con una nuova spedizione sponsorizzata dalla Corona portoghese, anche se alcuni storici moderni ritengono questa spedizione infondata per la mancanza di documenti al riguardo.

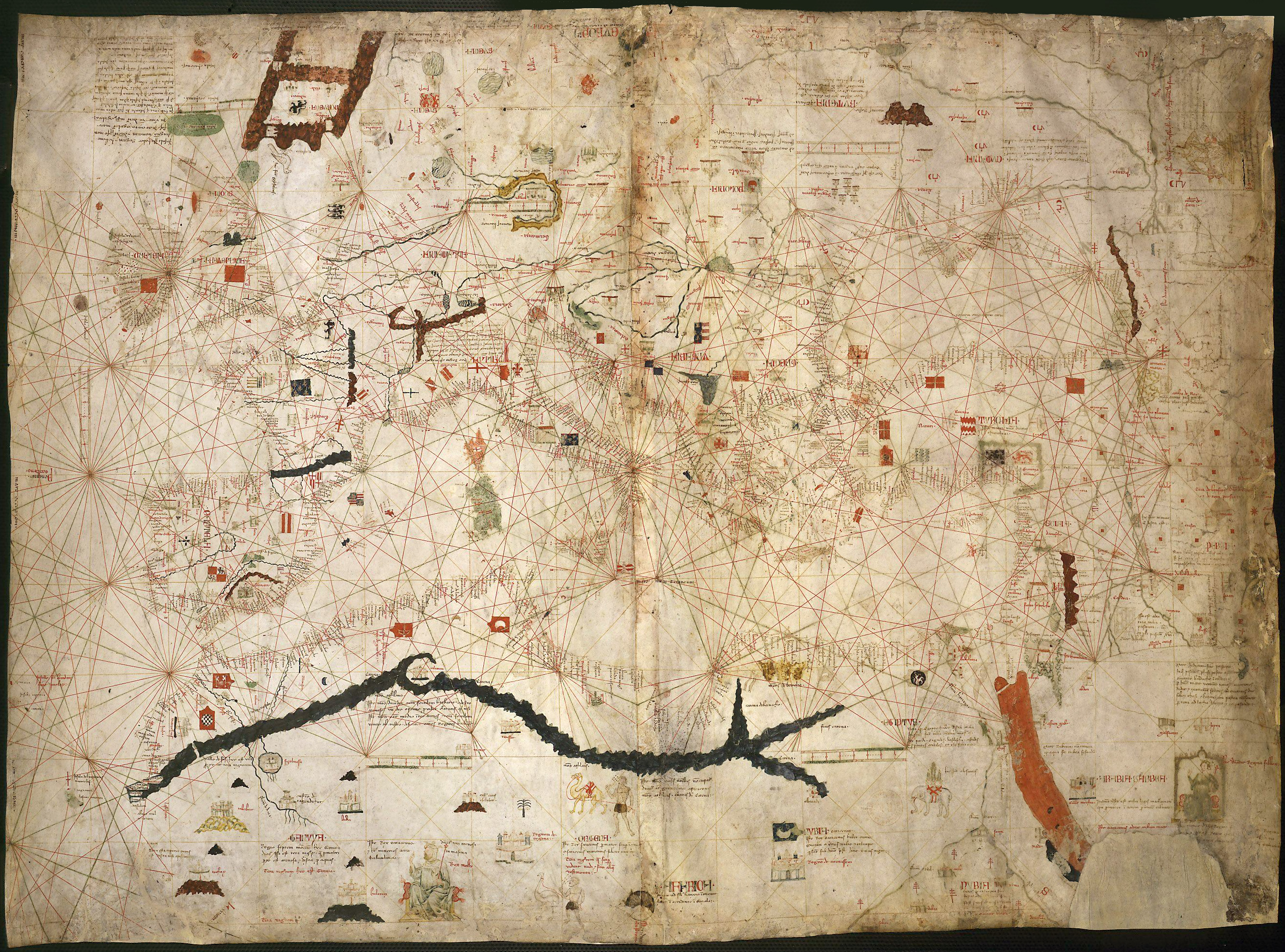
Portolano di Angelino Dulcert (1339) che mostra l'isola di Lanzarote.

Prendendo evidentemente spunto dalle informazioni ricevute da Malocello, nel 1339 venne pubblicato il portolano di Angelino Dulcert di Maiorca, la prima mappa a mostrare l'isola di Lanzarote nelle Canarie (indicata come Insula de Lanzarotus Marocelus e contraddistinta da uno scudo genovese a rimarcarne il possesso), assieme alle isole di Forte Vetura (Fuerteventura) e Vegi Mari (Lobos). Anche se mappe precedenti indicavano la presenza delle "Isole Fortunate" (sulla base del fatto che esse erano state citate da Plinio il Vecchio), questa è la prima mappa europea dove le Canarie vengono chiaramente indicate (anche se pure Dulcert include delle isole inventate, come ad esempio l'Isola di Saint Brendan e tre isole chiamate Primaria, Capraria e Canaria).
Nel 1341, venne predisposta una spedizione di tre nave sponsorizzata da re Alfonso IV del Portogallo ed inviata dal porto di Lisbona al comando del capitano fiorentino Angiolino del Tegghia de Corbizzi e dal capitano genovese Nicoloso da Recco, con una ciurma mista di italiani, portoghesi e castigliani. Viaggiando nell'arcipelago per cinque mesi, la spedizione mappò tredici isole (sette maggiori e sei minori) e per la prima volta indicò la presenza di aborigeni locali, i Guanches, riportando con sé quattro nativi a Lisbona.
L'interesse europeo nelle Canarie crebbe molto dopo la spedizione del 1341. Le descrizioni dei Guanches, in particolare, attirò l'attenzione dei mercanti europei che immediatamente videro la prospettiva di un nuovo mercato di schiavi a breve distanza. Nel 1342, due spedizioni da Maiorca, una sotto la guida di Francesc Duvalers e l'altra sotto il comando di Domenech Gual, assemblarono una flotta mercantile col compito ricevuto da Roger de Robenach (rappresentante di Giovanni III di Maiorca) di raggiungere le Canarie. Il risultato di queste spedizioni è incerto.
La chiesa cattolica fu estasiata della notizia. Nel 1344, il nobile franco-castigliano Luis de la Cerda (conte di Clermont ed ammiraglio di Francia), che era ambasciatore francese presso la corte papale di Avignone, propose a papa Clemente VI per primo di convertire gli abitanti locali. Nel novembre del 1344, il pontefice emise la bolla Tuae devotionis sinceritas concedendo le Canarie in perpetuo a Luis de la Cerda e concedendogli il titolo di "Principe di Fortuna". Il papa emise una nuova bolla nel gennaio del 1345, garantendo al progetto di Cerda il valore di una crociata, garantendo a quanti vi prendevano parte tutte le indulgenze previste dal caso, come pure vennero inviate delle lettere ai monarchi iberici chiedendo loro di fornire l'assistenza necessaria alla spedizione del Cerda. Il re portoghese Alfonso IV mosse immediatamente una protesta a questi due documenti, rivendicando la scoperta delle isole con una sua spedizione di tre anni prima, pur riconoscendo ad ogni modo l'autorità pontificia su quanto fatto. Alfonso XI di Castiglia protestò anch'egli ritenendo che, sulla base delle antiche diocesi visigote e prima dei trattati della "reconquista", le isole ricadevano sotto la giurisdizione e la "sfera di conquista" castigliana, ma ad ogni modo riconobbe il titolo concesso a Cerda. Malgrado le concessioni formali, i monarchi iberici si prepararono ad opporsi a Cerda, il quale non riuscì a prendere possesso dei propri domini e morì nel 1348.
Col De la Cerda fuori dai giochi, altre parti ripresero la loro avventura di conquista come i maiorcani (ora annessi all'area aragonese), Jaume Ferrer nel 1346 (pensando di aver raggiunto il Senegal), Arnau Roger nel 1355 e una spedizione reale voluta da Joan Mora nel 1366. Queste spedizioni (e senza dubbio molte altre di cui non ci è giunta notizia certa) erano di natura commerciale, col proposito primario di catturare gli abitanti dell'isola e venderli poi come schiavi ai mercati schiavisti europei. Vi erano ad ogni modo anche dei commerci più ordinari coi locali, in particolare di orceina e sangue di drago che erano presenti sull'isola e che erano necessari all'industria della tintura europea.
Il papa non rinunciò alla sua idea di convertire i nativi. Nel 1351, papa Clemente VI concesse il proprio patrocinio ad una spedizione dei capitani maiorcani Joan Doria e Jaume Segarra, con l'obbiettivo di portare dei missionari francescani nelle isole, inclusi dodici nativi convertiti (provenienti da una precedente spedizione) sull'isola. L'esito di questa spedizione è incerto. Leggende apocrife dicono che i missionari riuscirono a stabilirsi e ad evangelizzare Telde (sull'isola di Gran Canaria), che il papa elevò a Diocesi di Fortuna (anche se non vi sono bolle al riguardo), e vi rimasero sino a quando non vennero espulsi da una rivolta di nativi nel 1354. Nel luglio del 1369 papa Urbano V emise la bolla per l'erezione della diocesi di Fortuna, nominando frà Bonnant Tari come suo primo vescovo, facendola seguire poi da una nuova bolla del settembre del 1369 che chiedeva ai vescovi di Barcellona e Tortosa di inviare 10 sacerdoti secolari e 20 regolari a predicare nelle Canarie nel linguaggio nativo locale. Questi fatti rimasero ad ogni modo solo sulla carta. Una nuova spedizione si ebbe dai maiorchesi nel 1386 la quale portò dei "poveri eremiti" con l'approvazione di Pietro IV d'Aragona e di papa Urbano VI. Anche di questa spedizione nulla si sa di certo, anche se alcune fonti riportano della presenza di tredici "frati cristiani" che avevano predicato nelle Canarie "per sette anni" che vennero massacrati in una rivolta nel 1391. Almeno altre cinque spedizioni missionarie vennero messe in atto (o perlomeno pianificate) tra il 1352 ed il 1386.

L'atlante catalano (1375)

Le conoscenze geografiche sulle isole Canarie coincisero con queste spedizioni. La Gomera e El Hierro vennero rappresentate ne portolano del 1367 dei fratelli Domenico e Francesco Pizzigano. L'atlante catalano del 1375 mostra le Canarie accuratamente mappate (manca solo La Palma). Le undici isole sono nominate nell'Atlante catalano (da est a ovest) come Graciosa (La Graciosa),Laregranza (Alegranza), Rocho (Roque), Insula de lanzaroto maloxelo (Lanzarote), Insula de li vegi marin (Lobos), forteventura (Fuerteventura), Insula de Canaria (Gran Canaria), Insula del infernio (Tenerife), Insula de gomera (La Gomera), Insula de lo fero (El Hierro). Il nome di Tenerefiz si trova per la prima volta nel Libro del conocimiento del 1385.
Negli anni '70 del Trecento, mentre Portogallo e Castiglia erano impegnati in una guerra dinastica a seguito dell'assassinio di Pietro I di Castiglia, pirati portoghesi e castigliani vennero inviati gli uni contro gli altri. Ignorando la bolla del 1344, Ferdinando I del Portogallo garantì (nel 1370) le isole di Lanzarote e La Gomera all'avventuriero Lançarote da Franquia (da alcuni ritenuto lo stesso Lanzarotto Malocello). Questo Lançarote tentò di assediare le isole e combatté con "Guanches e castigliani", come riportato in una sua lettera a Ferdinando I del 1376. In un'altra lettera del 1385 sappiamo che Lançarote da Franquia morì alle Canarie e che i suoi titoli vennero ereditati da Lopo Affonso da Franquia, suggerendo quindi che i portoghesi avessero consolidato i loro possedimenti in loco.
Altre spedizioni vennero attuate ma non ci sono giunte notizie in merito. Tra queste alcune sono pura leggenda:
1. Una spedizione maiorcana nel 1360 composta da due navi, sotto la guida di un capitano sconosciuto. Dopo essere sbarcati a La Gomera o a Gran Canaria, gli europei vennero sconfitti e fatti prigionieri dai nativi canariani. Dopo un certo periodo di tempo tra i canariani (forse alcuni anni), i capi nativi decisero di uccidere segretamente i prigionieri. L'intera ciurma, compresi i sacerdoti (due francescani secondo Juan de Abréu Galindo, cinque secondo Viera y Clavijo), vennero circondati e massacrati dai canariani.[14][15]
2. Una spedizione del 1372 di Fernando de Castro (galiziano, da non confondere con l'omonimo portoghese), che pure sbarcò a La Gomera. Dopo aver battagliato coi locali, venne da questi sconfitto ma (a differenza della spedizione del 1360), agli europei venne permesso di reimbarcarsi alla volta della Spagna. La tradizione riporta che, su richiesta del re locale Amalahuige, Castro lasciò il suo cappellano sull'isola a convertire i locali al cristianesimo.[16]
3. Il famoso racconto del pirata di Biscaglia, Martín Ruiz de Avendaño, che sarebbe sbarcato a Lanzarote nel 1377, e, durante la sua permanenza, dormì con la regina Fayna, moglie del re locale Zonzamas. Questa relazione produsse una figlia di nome Ico, la quale poi sposò il successivo re Guanarame e diede alla luce un figlio, Guardafia. Dopo la morte di Guanarame, l'ascesa di Guardafia al trono venne bloccata dal sospetto che sua madre Ico (figlia di Avendaño) non fosse di lignaggio nobile, e venne per questo posta all'ordalia (venne affumicata in una capanna, ma riuscì a sopravvivere, pare, grazie ad una donna che gli diede una spugna bagnata da tenere in bocca, tramite la quale respirare).[14]
4. Nel 1382 una nave proveniente da Siviglia, comandata da Francisco Lopez, si incagliò presso Guinigada (Gran Canaria), con 13 sopravvissuti; questi si portarono a vivere tra i nativi canariani sino alla loro morte nel 1394 circa.[17]
5. Nel 1385 una spedizione guidata da Hernán Peraza, un sivigliano col permesso di Enrico III di Castiglia.
6. Una spedizione del 1386 composta da due navi, una al comando di Fernando de Ormel, di origini galiziane, ma nobile in Castiglia ed ufficiale navale di Giovanni I di Castiglia. Pattugliando la costa andalusa, venne preso in una tempesta e si ritrovò a La Gomera.[18]
7. Una spedizione nel 1399 guidata da Gonzalo Peraza Martel, signore di Almonaster.

Tra le altre tradizioni leggendarie vi è l'apparizione della Vergine di Candelaria nel 1392-93 a due Guanches sulle spiagge di Tenerife.
Nel XIV secolo, diverse furono le forze in competizione per il controllo delle Canarie: genovesi, mallorcani, castigliani e portoghesi. Nel secolo successivo, Castiglia e Portogallo furono le principali potenze in contesa.

## La conquista

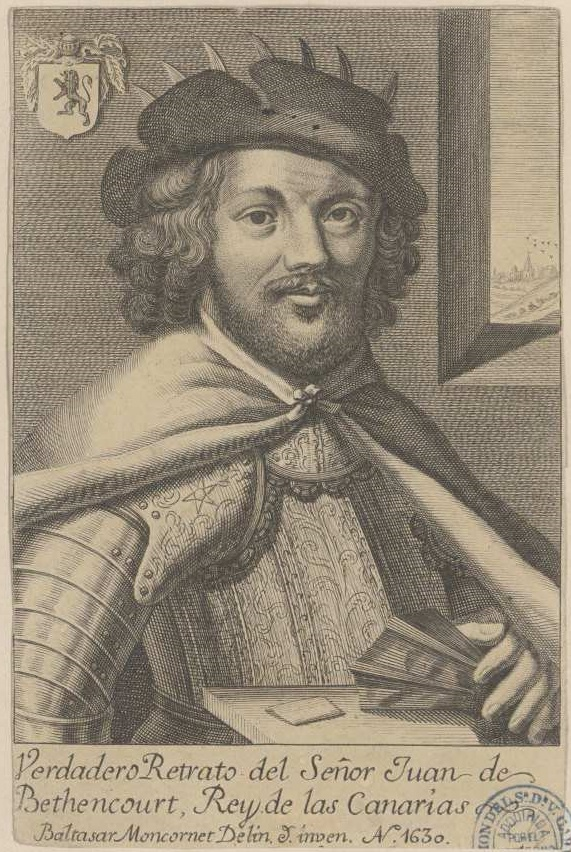
Jean de Béthencourt

La conquista delle isole ebbe luogo tra il 1402 ed il 1496. A differenza di quanto si ritenesse non fu un compito facile, militarmente parlando, per la resistenza degli aborigeni Guanche sul posto. A livello politico il tutto venne complicato dagli interessi in conflitto della nobiltà (intenzionata a fortificare la propria influenza economica e politica) e lo stato, in particolare con la Corona di Castiglia, la quale era intenzionata a rafforzarsi a scapito dell'influenza dei nobili locali.
Gli storici hanno identificato due periodi distinti nella conquista delle Canarie:
- Conquista señorial, così chiamata perché la conquista venne portata avanti dalla nobiltà per propri fini e senza la partecipazione diretta della Corona. Sotto i termini di un patto di vassallaggio la Corona garantiva i diritti di conquista in cambio dell'alleanza dei nobili alla Corona stessa. Questo periodo è a sua volta divisibile in due fasi: il primo è noto come Conquista Betancuriana o Normanda (detta anche conquista di Bethencourt o normanna) che venne condotta da Jean de Béthencourt e Gadifer de la Salle tra il 1402 ed il 1405 e portò al soggiogamento di Lanzarote, El Hierro e Fuerteventura. La seconda fase è nota come Conquista Señorial castellana e venne portata avanti dai nobili castigliani che acquistarono, cedettero o ricevettero in eredità terre in loco. Questa fase si concentrò sull'isola di La Gomera e perdurò sino al 1450.
- Conquista realenga. Questo termine definisce la conquista operata direttamente dalla Corona di Castiglia durante il regno dei re cattolici che armarono e in parte finanziarono la conquista delle isole non ancora soggiogate: Gran Canaria, La Palma e Tenerife. Questa fase si concluse nel 1496 con la sconfitta degli abitanti di Tenerife e l'integrazione dell'arcipelago delle Canarie nella Corona di Castiglia. La Conquista realenga ebbe luogo tra il 1478 ed il 1496.

## LaConquista Betancuriana
Il primo periodo della conquista delle Canarie venne portata avanti dai nobili normanni Jean de Béthencourt e Gadifer de La Salle. I motivi erano prevalentemente economici: Bethencourt possedeva delle fabbriche tessili e delle tintorie e le Canarie offrivano il materiale necessario per queste attività.

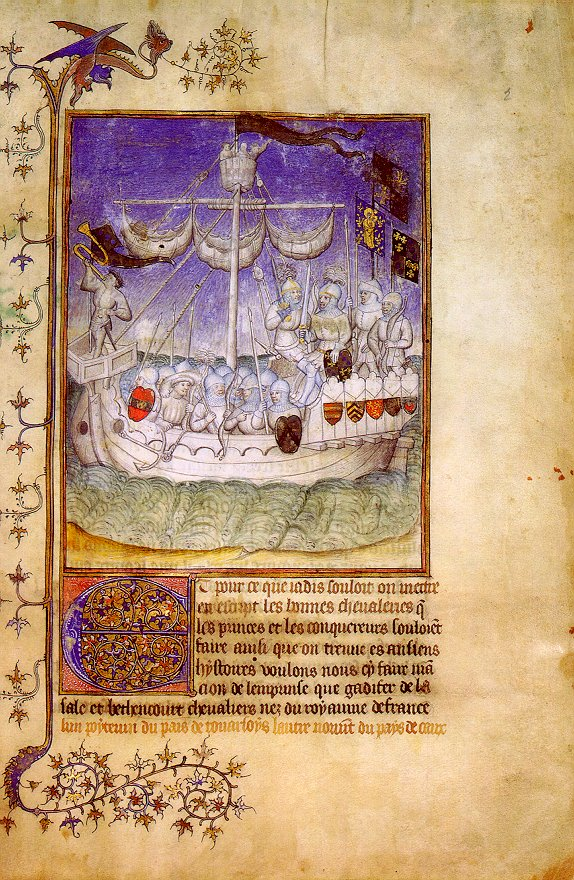
Le Canarien

Bethencourt ricevette l'importante supporto politico di re Enrico III di Castiglia. Suo zio, Robert de Braquemont, ottenne il permesso del re di conquistare le isole Canarie per conto del nobile normanno. In cambio di questi diritti Bethencourt sarebbe divenuto vassallo del re castigliano. Robert de Braquemont investì molto denaro in quest'impresa. La storia della conquista di Bethencourt venne raccontata nella cronaca nota col nome di Le Canarien, compilata da due religiosi, Pierre Bontier e Jean Le Verrier. Il testo originale venne proposta in due versioni, una di Gadifer de La Salle (che appare come la più credibile delle due) e l'altra dal nipote di Bethencourt, Maciot de Bethencourt.

### La conquista di Lanzarote
La spedizione normanna partì da La Rochelle e si fermò in Galizia ed a Cadice prima di giungere a Lanzarote nell'estate del 1402. Gli aborigeni dell'isola ed il loro capo Guadarfia non furono in grado di opporre resistenza alle forze degli invasori e dovettero arrendersi. I normanni si stabilirono nella parte meridionale dell'isola dove costruirono una fortezza e fondarono la diocesi di Rubicon. Da qui tentarono l'assalto a Fuerteventura.

### La conquista di Fuerteventura
Questa campagna durò dal 1402 al 1405. La durata della campagna militare non fu tanto per la resistenza degli abitanti dell'isola quanto alle difficoltà ed alle divisioni interne tra i due capitani delle forze militari d'invasione. La fame e la mancanza di risorse costrinse la spedizione a ritirarsi a Lanzarote. Jean de Bethencourt quindi si trasferì in Castiglia per cercare ulteriore supporto. Re Enrico III lo rifornì del necessario e confermò i diritti dei Bethencourt dell'isola, ponendo in secondo piano Gadifer.
Durante l'assenza di Bethencourt, Gadifer dovette confrontarsi con una doppia rivolta, una da parte dei suoi uomini guidati da Bertín de Berneval, che volevano riprendere la cattura degli schiavi, e l'altra dai guanche di Lanzarote che opponevano resistenza. La pacificazione dell'isola impiegò sino al 1404 e la conquista di Fuerteventura riprese alla fine dell'anno. Ad ogni modo, i due comandanti iniziarono ad agire separatamente, ciascuno con l'intento di fortificare le proprie posizioni (i castelli di Rico Roque e Valtarajal). La conquista dell'isola venne completata nel 1405 con la resa dei re nativi dell'isola. In data sconosciuta Gadifer abbandonò l'isola e ritornò in Francia per difendere i suoi diritti, ma non fece più ritorno sull'isola.
Dopo la vittoria, Bethencourt, rimasto l'unico proprietario dell'isola, tornò in Normandia in cerca di coloni e nuove risorse per continuare la conquista del resto delle isole dell'arcipelago.

### La conquista di El Hierro
La conquista di El Hierro ebbe luogo nel 1405. La popolazione locale non oppose una particolare resistenza e venne in gran parte venduta come schiavi. L'isola venne ripopolata con coloni normanni e castigliani.
Bethencourt rimase sull'isola sino al 1412 quando tornò permanentemente nei suoi possedimenti in Normandia, lasciando Maciot de Bethencourt in carica nella gestione dell'isola.

## LaConquista Señorial Castellana
L'era dei Bethencourt si concluse nel 1418 quando Maciot vendette tutti i propri possedimenti ed il diritto di soggiogare le isole rimanenti dell'arcipelago a Enrique Pérez de Guzmán. Da questo punto in poi il re di Castiglia cessò di intervenire in loco. Tra il 1418 ed il 1445 il dominio sulle isole cambiò di mano in mano diverse volte. Alla fine il controllo delle isole ed il diritto di ulteriori conquiste passò a Hernán Peraza il Vecchio ed ai suoi figli Guillén Peraza e Inés Peraza. La morte di Guillén Peraza nell'attacco a La Palma, fece sì che Inés e suo marito Diego García de Herrera divenissero gli unici sovrani dell'isola sino al 1477 quando cedettero La Gomera al loro figlio Hernán Peraza il Giovane ed i diritti di conquista su La Palma, Gran Canaria e Tenerife al re di Castiglia.
L'isola di La Gomera non venne conquistata con la forza ma venne incorporata nel feudo Peraza-Herrera grazie ad un accordo tra Hernán Peraza il Vecchio ed alcuni gruppi aborigeni locali che accettarono il dominio castigliano. Ad ogni modo, vi furono diverse rivolte dei guanche per gli oltraggi commessi dagli spagnoli sui locali. L'ultima di queste, nel 1488, causò la morte dello stesso reggente dell'isola, Hernán Peraza il Giovane, la cui vedova, Beatriz de Bobadilla, dovette chiedere assistenza a Pedro de Vera, conquistatore di Gran Canaria, per soffocare la rivolta. La successiva repressione causò la morte di 200 ribelli e molti dei sopravvissuti vennero venduti come schiavi nei mercati spagnoli.

## LaConquista Realenga

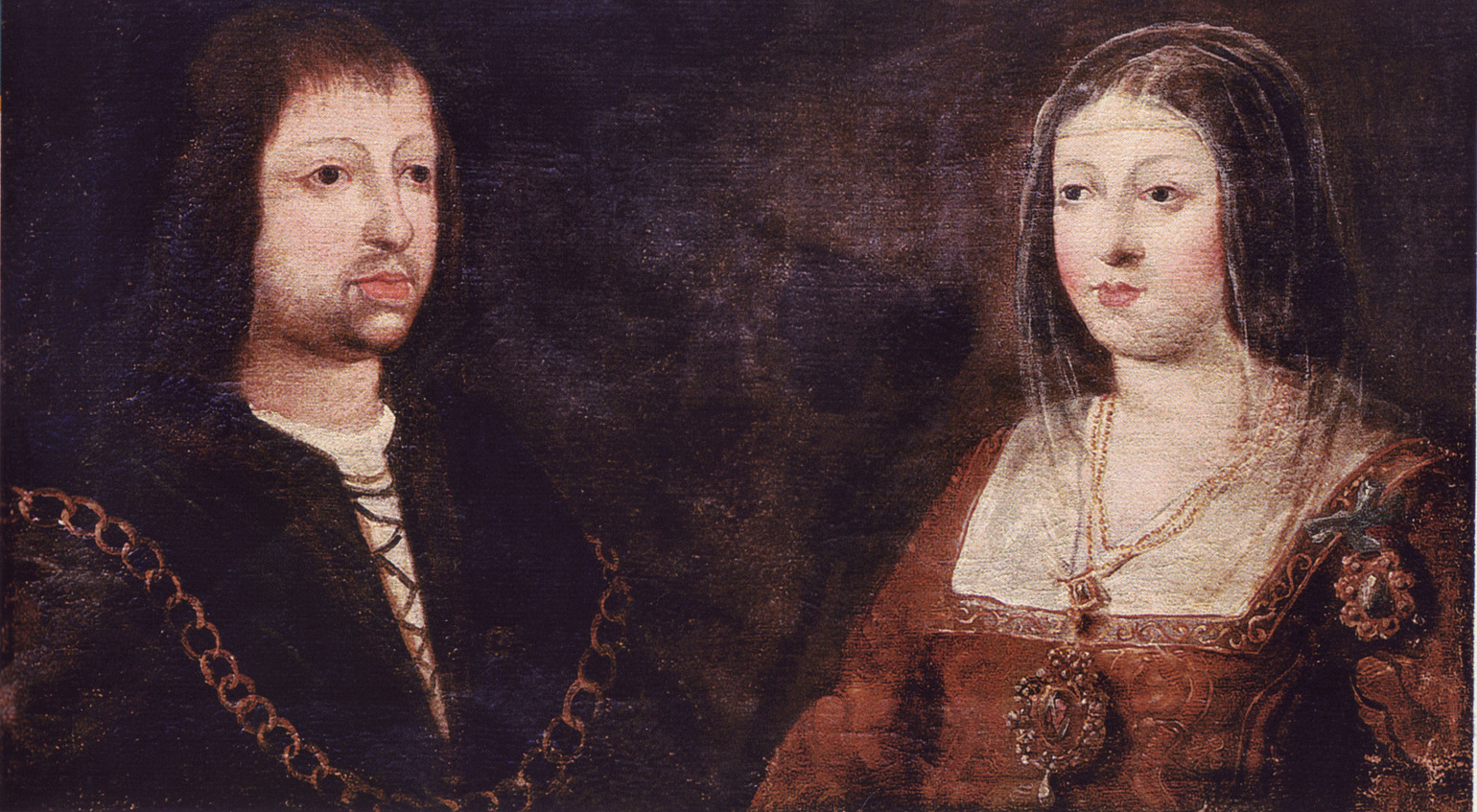
I re cattolici: Ferdinando e Isabella

Il secondo periodo della conquista spagnola delle Canarie fu diverso dal primo per diverse ragioni:
- Gli eserciti invasori erano quelli dei re cattolici.
- I fondi di sostegno all'impresa vennero provveduti dalla Corona spagnola.
- Le isole coinvolte nelle operazioni erano Gran Canaria, La Palma e Tenerife, le quali disponevano di maggiore popolazione ed offrivano migliori ricompense economiche.
- I guanche delle tre isole, ma in particolare quelli di Gran Canaria e Tenerife, sostennero una lunga resistenza alla conquista.

### Conquista di Gran Canaria (1478–1483)
Vi furono tre stadi nella conquista di Gran Canaria:
a) Fase iniziale, giugno - dicembre 1478. La prima spedizione sbarcò su La Isleta il 24 giugno 1478. Le forze erano comandate da Juan Rejón e Dean Bermúdez, come rappresentanti del vescovo di San Marcial del Rubicón, Juan de Frías, co-finanziatore della spedizione. Questi fondarono Real de La Palmas presso Barranco de Guiniguada sul sito dell'attuale Las Palmas de Gran Canaria. Alcuni giorni dopo ebbe luogo la prima battaglia della campagna presso Real dove gli isolani vennero sconfitti. Questa vittoria iniziale diede ai castigliani il controllo di tutta la parte nord-orientale dell'isola.
b) Resistenza Guanche e divisioni castigliane dalla fine del 1478 al 1481. Questo periodo è contraddistinto dalla resistenza degli aborigeni delle aree montuose dell'interno, dalla mancanza di uomini e materiali per gli europei e dalle dispute tra gli invasori. Durante questa fase, Juan Rejón venne licenziato per ordine dei re cattolici. Al suo posto venne nominato Pedro Fernández de Algaba che venne poi giustiziato per ordine del deposto Rejón. La nomina di Pedro de Vera quale nuovo governatore dell'isola e l'arresto di Juan Rejón posero fine alle lotte interne che si conclusero appunto nel 1481.
c) Soppressione della resistenza guanche e conquista dell'isola, 1481–83. Pedro de Vera, ora comandante supremo delle forze castigliane, riprese la conquista dell'interno dell'isola e del feudo guanche di Gáldar. Egli fu in grado di raggiungere l'obbiettivo dal momento che un grande contingente di rinforzi venne inviato da Gomero da Diego García de Herrera. Il capo dei guanche, Doramas, venne poi ucciso nella battaglia di Arucas. La cattura di Tenesor Semidán, re di Gáldar, per merito di Alonso Fernández de Lugo, fu un fattore decisivo nella vittoria sugli invasori. Tenesor Semidán venne inviato in esilio in Castiglia dove venne battezzato col nome di Fernando Guanarteme e dopo la firma del patto Calatayud con Ferdinando il Cattolico, divenne un leale alleato dei castigliani. Le sue azioni sono state interpretate diversamente dagli storici: alcuni pensano che egli sia stato un mero traditore della causa degli aborigeni di fronte alla paura degli invasori; secondo altri invece fu un abile negoziatore che risparmiò così facendo la vita a molti. Il 29 aprile 1483 Guayarmina Semidán, considerata la regina di Gran Canaria, rinunciò alla fortezza di Ansite. In quello stesso giorno il capo Bentejuí ed il suo sciamano-consigliere Faycán si suicidarono saltando da una rupe al grido di Atis Tirma! ("Per la mia terra!").

### La conquista di La Palma (1492–93)
Alonso Fernández de Lugo, che aveva giocato un ruolo importante nella conquista di Gran Canaria, ottenne il diritto di conquista di La Palma e Tenerife dai re cattolici. L'accordo con la Corona includeva il diritto su un quinto dei prigionieri e 700 000 maravedí l'anno a conquista completata.
Per finanziare l'impresa, Alonso Fernández de Lugo si associò con Juanoto Berardi e Francisco de Riberol. Ciascun socio contribuì a un terzo dei costi ed avrebbe ricevuto una parte corrispondente dei benefici.
La campagna fu relativamente semplice, partendo dal 29 settembre 1492 quando i castigliani sbarcarono a Tazacorte. Alonso Fernández de Lugo si servì di accordi e patti coi guanches, rispettando i diritti dei capi locali per attrarli alla causa dei castigliani, firmati e raccolti nella Carta di Calatayud. La resistenza fu in genere minima, con l'eccezione di un incidente presso Tigalate. Ad ogni modo, vi fu una maggior resistenza ad Aceró (Caldera de Taburiente) dove il capo locale, Tanausú, fu in grado di opporsi maggiormente alle forze d'invasione.
Vedendo concludersi l'anno e temendo di perdere i 700 000 maravedi promessi, Fernández de Lugo propose un incontro con Tanausú presso Los Llanos de Aridane. I castigliani tennero un'imboscata ai loro nemici e catturarono Tanausú quando questi lasciò Caldera. Venne inviato in Castiglia come prigioniero, ma morì di fame durante il viaggio. La data ufficiale della fine della conquista è fissata storicamente al 3 maggio 1493.

### La conquista di Tenerife (1494–96)

La divisione di Tenerife all'epoca della conquista

Tenerife fu l'ultima isola ad essere conquistata ed una di quelle che richiese maggior tempo ad essere sottomessa da parte delle truppe castigliane. Anche se le date tradizionali della conquista di Tenerife sono comprese tra il 1494 (sbarco di Alonso Fernández de Lugo) ed il 1496 (conquista dell'isola), bisogna tenere conto che vi furono dei tentativi di annettere l'isola di Tenerife alla corona castigliana almeno dal 1464. Per questa ragione bisogna intendere generalmente un periodo di 32 anni per la conquista totale dell'isola.
Nel 1464, si svolse il barranco del Bufadero, la presa di possesso simbolica dell'isola da parte del signore delle Canarie, Diego Garcia de Herrera. La firma di un trattato di pace con menceyes, permise poco dopo di costruire una torre in loco che venne poi demolita nel 1472 dai Guanches.
Nel 1492 il governatore di Gran Canaria, Francisco Maldonado, organizzò un raid che si concluse in un disastro per gli europei che vennero sconfitti dai Guanches di Anaga.
Nel dicembre del 1493 Alonso Fernández de Lugo ottenne dai re cattolici la conferma dei suoi diritti di conquista sull'isola di Tenerife ed in cambio della rinuncia del bonus promessogli per la conquista di La Palma, richiese il governatorato dell'isola.
Il finanziamento della conquista fu possibile grazie alla vendita delle sue piantagioni di zucchero nella valle di Agaete, ottenute dopo la conquista di Gran Canaria, e con l'associazione ad alcuni mercanti italiani di sede a Siviglia.
All'epoca della conquista, Tenerife era divise in nove Menceyatos o regni che erano divisi in due fazioni, una favorevole ai castigliani, ed una opposta. Quelli che gli spagnoli includettero nel el bando de paz comprendevano le popolazioni a sud e ad est dell'isola (Anaga, Güímar, Abone e Adeje) che erano entrati in contatto coi castigliani già per ragioni missionarie. I regni riuniti dagli spagnoli nel bando de guerra si trovavano tutti a nord: Tegueste, Tacoronte, Taoro, Icoden e Daute, i quali mantennero una strenua resistenza all'invasore.

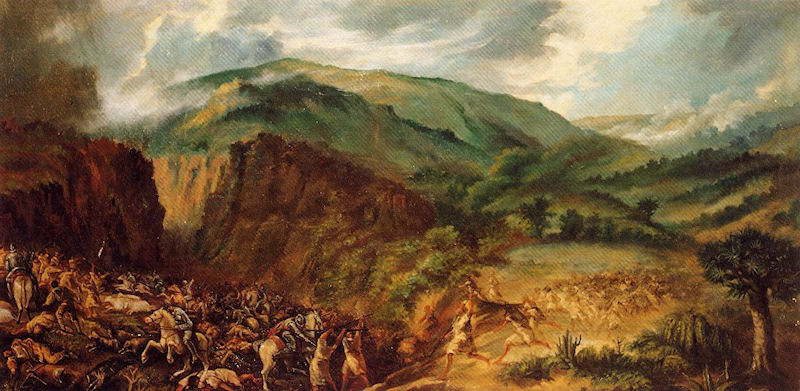
La Prima battaglia di Acentejo, Tenerife

Le forze d'invasione salparono da Gran Canaria nell'aprile del 1494 e sbarcarono sulla costa dell'attuale Santa Cruz de Tenerife. La forza comprendeva 2000 fanti e 200 cavalieri tra castigliani e canaresi, in particolare da Gomera e da Gran Canary. Dopo la costruzione di una fortezza, avanzarono nell'interno dell'isola. Tentarono di negoziare con Bencomo, il più influente dei sovrani del bando de guerra, offrendo la pace se avessero accettato la religione cristiana e si fossero sottomessi all'autorità dei re cattolici. Bencomo rigettò le proposte e lo scontro fu inevitabile.

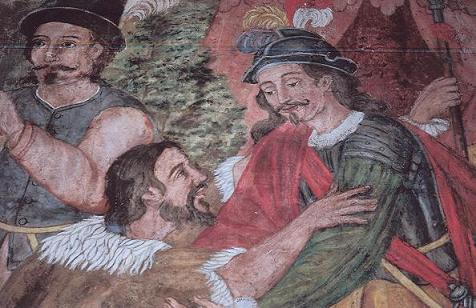
I re nativi di Tenerife si arrendono a Alonso Fernández de Lugo, 25 luglio 1496

Il primo scontro armato tra le due parti si tenne nella prima battaglia di Acentejo che si svolse in una gravina detta Barranco de Acentejo o Barranco de San Antonio, nell'attuale territorio comunale di La Matanza de Acentejo. Una forza di più di 2000 uomini avanzò da nord attraverso la valle del Taoro. L'obbiettivo era di sconfiggere i Guanches nel cuore del loro entroterra. I guanches tesero un'imboscata agli invasori che subirono una pesante sconfitta, perdendo circa l'80% delle loro forze nello scontro. Alonso Fernández de Lugo riuscì a fuggire verso Gran Canaria dove organizzò una nuova forza con truppe meglio preparate e maggiori finanziamenti col supporto i mercanti genovesi e nobili castigliani. Dopo la battaglia, i guanches distrussero la fortezza costruita dai castigliani.
Con le sue nuove forze, Alonso Fernández de Lugo fece ritorno a Tenerife. Dopo aver ricostruito la fortezza di Añazo, avanzò verso le pianure di Aguere (San Cristóbal de La Laguna) dove nel novembre di quello stesso anno sconfisse l'esercito di Bencomo nella Battaglia di Aguere. Nello scontro, il sovrano guanche commise l'errore di scontrarsi con le truppe castigliane in campo aperto. L'uso della cavalleria ed i rinforzi provvisti da Fernando Guanarteme furono tra i fattori decisivi per la vittoria castigliana. I guanches persero 1700 uomini tra cui lo stesso Bencomo e suo fratello (o forse fratellastro) Tinguaro. Si disse inoltre che una misteriosa epidemia colpì la popolazione locale prima della battaglia, decimandola e lasciando i sopravvissuti malati e deboli, morbo noto come "gran modorra". Ad ogni modo, non si conosce la portata esatta di questa epidemia né la sua importanza nella battaglia.
Nel dicembre del 1495, dopo un lungo periodo di guerriglia, saccheggi e fatiche di guerra, i castigliani avanzarono nuovamente all'interno in direzione di Taoro, questa volta da nord. Una forza di diverse migliaia di guanches avanzò nella gravina presso l'attuale territorio comunale di La Victoria de Acentejo, non lontano dal sito della prima battaglia di Acentejo. La vittoria castigliana nella seconda battaglia di Acentejo portò al collasso della resistenza degli aborigeni e l'accesso alla balle di Taoro rimase aperto. La battaglia segnò la completa conquista di Tenerife e la fine delle operazioni di conquista delle isole Canarie.